# Paul Giamatti
Paul Edward Valentine Giamatti (New Haven, 6 de junho de 1967) é um ator, diretor e comediante norte-americano. Recebeu diversos prêmios ao longo de sua carreira, incluindo um Primetime Emmy Award e três Globos de Ouro, além de ter sido indicado a dois Óscars e um BAFTA. Giamatti recebeu sua primeira indicação ao Óscar de Melhor Ator Coadjuvante por A Luta Pela Esperança (2005) e, anos depois, foi indicado ao Óscar de Melhor Ator por Os Rejeitados (2023).
Na televisão, interpretou o presidente John Adams na minissérie da HBO John Adams (2008), papel que lhe rendeu um Emmy e um Globo de Ouro. De 2016 a 2023, protagonizou a série Billions, da Showtime, como o procurador Chuck Rhoades Jr.. Além disso, recebeu indicações ao Emmy por suas atuações como Ben Bernanke no filme Too Big to Fail (2011) e como Harold Levinson na série Downton Abbey (2013).

## Primeiros anos e educação
Giamatti nasceu em New Haven, Connecticut, sendo o caçula de três filhos. Seu pai, Angelo Bartlett Giamatti, foi professor da Universidade de Yale, chegando a ocupar o cargo de reitor da instituição antes de se tornar comissário da Major League Baseball. Sua mãe, Toni Marilyn Giamatti, era dona de casa e professora de inglês na Hopkins School, além de ter experiência como atriz.
Por parte de pai, sua família tem ascendência italiana, sendo originária de Telese Terme, e seu sobrenome original era "Giammattei". Sua avó paterna possuía raízes na Nova Inglaterra, remontando ao período colonial. Giamatti tem um irmão, Marcus, também ator, e uma irmã, Elena, que trabalhou como designer de joias.
Durante sua juventude, estudou na Universidade de Yale, onde se envolveu com o teatro e trabalhou com futuros atores renomados, como Ron Livingston e Edward Norton. Formou-se em Língua Inglesa em 1989 e, posteriormente, obteve um Doutorado honoris causa pela Escola de Drama de Yale.

## Início da carreira (1990–2002)
Giamatti fez sua estreia na televisão em 1990, no filme She'll Take Romance, da ABC. Nos anos seguintes, teve pequenos papéis no cinema, como em Past Midnight (1991), Vida de Solteiro (1992) e Poderosa Afrodite (1995), de Woody Allen. Em 1995, fez sua estreia na Broadway na peça Arcadia, e no mesmo ano atuou em Racing Demon.
Seu primeiro papel de grande destaque no cinema veio em Private Parts (1997), no qual interpretou o antagonista Kenny "Pig Vomit" Rushton, gerente da rádio de Howard Stern. A atuação foi elogiada pelo próprio Stern e por críticos como Roger Ebert, do Chicago Sun-Times. No mesmo ano, apareceu em O Casamento do Meu Melhor Amigo e na comédia de Woody Allen Desconstruindo Harry.
Nos anos seguintes, acumulou participações em grandes produções, incluindo O Show de Truman (1998), O Resgate do Soldado Ryan (1998), O Negociador (1998) e O Mundo de Andy (1999), onde interpretou Bob Zmuda e Tony Clifton.
Entre 2000 e 2002, Giamatti teve papéis coadjuvantes em filmes como Duets (2000), Vovó... Zona (2000), Planeta dos Macacos (2001) e O Grande Mentiroso (2002).

## Reconhecimento e aclamação (2003–2015)
O reconhecimento da crítica veio com Anti-Herói Americano (2003), no qual interpretou o cartunista Harvey Pekar. No ano seguinte, estrelou Sideways - Entre Umas e Outras (2004), pelo qual recebeu uma indicação ao Globo de Ouro e venceu o Independent Spirit Award.
Em 2005, interpretou o empresário Joe Gould em A Luta Pela Esperança, recebendo sua primeira indicação ao Oscar de Melhor Ator Coadjuvante. Nos anos seguintes, trabalhou em O Ilusionista (2006), Fred Claus (2007), A Jovem Rainha Vitória (2009) e Tudo Pelo Poder (2011).
Na televisão, interpretou John Adams na minissérie homônima da HBO (2008), conquistando o Emmy, o Globo de Ouro e o SAG Award de Melhor Ator.

## Projetos recentes (2016–presente)
De 2016 a 2023, Giamatti protagonizou a série Billions, da Showtime, como o promotor Chuck Rhoades Jr., recebendo elogios da crítica. Em 2023, voltou a colaborar com o diretor Alexander Payne no filme Os Rejeitados, no qual interpretou um professor rabugento. A atuação rendeu-lhe uma indicação ao Oscar de Melhor Ator e vitórias no Globo de Ouro e no Critics’ Choice Awards.
Em 2024, foi anunciado que Giamatti estrelaria uma série baseada na franquia O Albergue.

## Vida pessoal
Giamatti reside no bairro de Brooklyn Heights, em Nova Iorque. Foi casado com Elizabeth Cohen de 1997 até o final dos anos 2000, e juntos tiveram um filho, Samuel. Apesar de ser ateu, afirmou em entrevistas que sua esposa é judia e que está confortável com a criação judaica do filho.
Ele também é alvo da campanha viral Wax Paul Now, que busca promovê-lo a ganhar uma estátua de cera no Madame Tussauds.

## Prêmios e indicações

### Óscar
| Ano  | Categoria               | Filme          | Resultado |
| ---- | ----------------------- | -------------- | --------- |
| 2006 | Melhor Ator Coadjuvante | Cinderella Man | Indicado  |
| 2024 | Melhor Ator             | The Holdovers  | Indicado  |

### BAFTA
| Ano  | Categoria   | Filme         | Resultado |
| ---- | ----------- | ------------- | --------- |
| 2024 | Melhor Ator | The Holdovers | Indicado  |

### Globo de Ouro
| Ano  | Categoria                                  | Filme            | Resultado |
| ---- | ------------------------------------------ | ---------------- | --------- |
| 2005 | Melhor Ator em Cinema - Comédia ou Musical | Sideways         | Indicado  |
| 2006 | Melhor Ator Coadjuvante em Cinema          | Cinderella Man   | Indicado  |
| 2009 | Melhor Ator em Minissérie ou Telefilme     | John Adams       | Venceu    |
| 2011 | Melhor Ator em Cinema - Comédia ou Musical | Barney's Version | Venceu    |
| 2012 | Melhor Ator Coadjuvante em Televisão       | Too Big to Fail  | Indicado  |
| 2024 | Melhor Ator em Cinema - Comédia ou Musical | The Holdovers    | Venceu    |

### Emmy Awards
| Ano  | Categoria                                          | Filme              | Resultado |
| ---- | -------------------------------------------------- | ------------------ | --------- |
| 2008 | Melhor Ator em Minissérie ou Telefilme             | John Adams         | Venceu    |
| 2011 | Melhor Ator Coadjuvante em Minissérie ou Telefilme | Too Big to Fail    | Indicado  |
| 2013 | Melhor Ator Convidado em Série Dramática           | Downton Abbey      | Indicado  |
| 2015 | Melhor Ator Convidado em Série de Comédia          | Inside Amy Schumer | Indicado  |

### SAG Awards
| Ano  | Categoria                              | Filme                  | Resultado |
| ---- | -------------------------------------- | ---------------------- | --------- |
| 2005 | Melhor Elenco em Cinema                | Sideways               | Venceu    |
| 2005 | Melhor Ator Principal                  | Sideways               | Indicado  |
| 2006 | Melhor Ator Coadjuvante                | Cinderella Man         | Venceu    |
| 2009 | Melhor Ator em Minissérie ou Telefilme | John Adams             | Venceu    |
| 2011 | Melhor Ator em Minissérie ou Telefilme | Too Big to Fail        | Venceu    |
| 2014 | Melhor Elenco em Cinema                | 12 Years a Slave       | Indicado  |
| 2016 | Melhor Elenco em Cinema                | Straight Outta Compton | Indicado  |
| 2024 | Melhor Ator Principal                  | The Holdovers          | Indicado  |

## Filmografia
- 2015 - Straight Outta Compton – A História do N.W.A. - Jerry Heller
- 2015 - San Andreas - Lawrence
- 2014 - The Beach Boys: Uma História de Sucesso - Dr. Eugene Landy
- 2014 - O Espetacular Homem-Aranha 2 - A Ameaça de Electro - Aleksei Sytsevich/Rhino
- 2013 - Romeu e Julieta - Frei Lourenço
- 2013 - Walt nos Bastidores de Mary Poppins - Ralph
- 2013 - 12 Anos de Escravidão - Theophilus Freeman
- 2013 - Turbo - Chet
- 2012 - Cosmópolis - Benno Levin
- 2012 - Rock of Ages: O Filme - Paul Gill
- 2011 - Tudo Pelo Poder - Tom Duffy
- 2011 - Grande Demais para Quebrar - Ben Bernanke
- 2011 - Ironclad - Rei João I[8]
- 2011 - Ganhar ou Ganhar: A Vida É um Jogo - Mike Flaherty
- 2011 - Se Beber, Não Case! Parte II - Kingsley
- 2010 - A Minha Versão do Amor - Barney Panofsky
- 2009 - Almas à Venda - Ele mesmo
- 2009 - A Última Estação - Vladimir Chertkov
- 2009 - Duplicidade - Richard "Dick" Garsik
- 2008 - Buffa Nusferatu - Coronel Parker
- 2007 - John Adams - John Adams
- 2007 - Titio Noel - Papai Noel
- 2007 - Tender Interface
- 2007 - Mandando Bala - Karl Hertz
- 2007 - O Mundo Assombrado de El Superbeasto - Dr. Satan
- 2007 - O Diário de uma Babá - Senhor Stan X
- 2006 - The Amazing Screw-On Head (TV) - Screw-On-Head
- 2006 - Asterix e os Vikings - Voz de Asterix, versão estadunidense
- 2006 - Lucas - Um Intruso No Formigueiro - Stan Beals
- 2006 - A Dama na Água - Cleveland Heep
- 2006 - The Hawk Is Dying - George Gatting
- 2006 - O Ilusionista - Chefe Inspetor Uhl
- 2005 - A Luta Pela Esperança - Joe Gould
- 2005 - Robôs - Tim
- 2004 - Sideways - Entre Umas e Outras - Miles Reymond
- 2003 - O Pagamento - Shorty
- 2003 - Segredos do Pentágono (televisão) - Anthony Russo
- 2003 - AntiHerói Americano - Harvey Pekar
- 2003 - Confidence - O Golpe Perfeito - Gordo
- 2002 - Thunderpants - Johnson J. Johnson
- 2002 - O Grande Mentiroso - Marty Wolf
- 2001 - Planeta dos Macacos - Limbo
- 2001 - Histórias Proibidas - Toby Oxman (Segmento não-ficcional)
- 2000 - Duets - Vem Cantar Comigo - Tody Woods
- 2000 - Vovó… Zona - John
- 2000 - Desejo Proibido (televisão) - Ted Hedley (1961)
- 1999 - O Mundo de Andy - Bob Zmuda/Tony Clifton
- 1999 - O Poder Vai Dançar - Carlo
- 1998 - O Poder da Notícia (televisão) - Herman Curfled
- 1998 - Ladrões de Cofre - Veal Chop
- 1998 - O Negociador - Rudy Timmons
- 1998 - O Resgate do Soldado Ryan - Sargento Hill
- 1998 - Dr. Dolittle - Blaine, não-creditado
- 1998 - O Show de Truman - Diretor da sala de controle
- 1998 - Armadilha para Turistas (televisão) - Jeremiah Piper
- 1997 - Arresting Gena - Detetive Wilson
- 1997 - Um Gesto a Mais - Homem do hotel
- 1997 - Desconstruindo Harry - Professor Abbot
- 1997 - O Casamento do Meu Melhor Amigo - Richard
- 1997 - O Rei da Baixaria - Kenny Rushton
- 1997 - Donnie Brasco - Técnico do FBI
- 1996 - Breathing Room - George
- 1996 - Antes e Depois - Homem da audiência, não-creditado
- 1995 - Sabrina - Scott
- 1995 - Poderosa Afrodite - Larry Canipe
- 1992 - Sombras na Noite - Larry Canipe
- 1992 - Vida de Solteiro - Homem beijando
- 1990 - Procura-se um Romance (televisão) - Segundo Heckler